# Holotrichia obscuripennis
Holotrichia obscuripennis är en skalbaggsart som beskrevs av Saylor 1937. Holotrichia obscuripennis ingår i släktet Holotrichia och familjen Melolonthidae. Inga underarter finns listade i Catalogue of Life.